# Sztrókay Kálmán (író)
Sztrókay Kálmán (Szabadka, 1886. december 21. – Budapest, 1956. december 23.) író, újságíró, műfordító, a magyar természettudományos és műszaki ismeretterjesztő irodalom egyik kiemelkedő egyénisége.
Mérnökök, tudósok nemzedékei eredeztetik érdeklődésüket munkásságától. De közérthető és élvezetes stílusa, könyvei, a napisajtóban megjelent számtalan cikke az érdeklődők széles körével ismertették meg a tudomány és technika csodáit, a tudomány- és technikatörténet érdekességeit.

## Élete
Sztrókay István (1852–1929) pénzügyőri szemlész és Rauschmann Mária (1854–1889) fiaként született. Gimnáziumi tanulmányait Szabadkán folytatta, majd a Budapesti Tudományegyetemen tanult matematika-fizika-csillagászat szakon és szerzett tanári oklevelet. Ezt követően az egyetem Földrengési Intézetében és a kiskartali csillagvizsgálóban dolgozott.
Kortársával, Öveges professzorral, aki gyakorló pedagógus volt és a hazai ismeretterjesztés másik nagy személyisége, körülbelül ugyanabban az időszakban kezdett publikálni: 1912-ben kezdte meg ismeretterjesztő tevékenységét Balla Ignáccal együtt írt Híres feltalálók című könyvükkel. Ezt követően még számos népszerűsítő könyve jelent meg a fizika, csillagászat és a tudomány egyéb területével kapcsolatosan. 
1921-től több színművet és regényt is írt. Ennek a szépírói íráskészségének köszönhető élvezetes stílusa és könnyen követhető olvasói széles körének a gyermekektől az idősebb korosztályokig.
Ezekkel párhuzamosan indult jelentős műfordítói munkássága is. Verne, Honoré de Balzac, Victor Hugo mellett fordított és írt krimit is. Egyes klasszikus művek napjainkban is az ő fordításában jelennek meg.
1937. november 28-án nőül vette Mandl Salamon és Augenstein Irma lányát, Teréziát, aki Mándi Teréz néven vált ismert íróvá, újságíróvá.
A felszabadulás után az Irodalom és Tudomány és az Ifjú Technikus című újságok szerkesztője volt.
Halála után 1957-től indult az Egy óra tudomány könyvsorozata.
Számos könyvét többször is kiadták. A legutóbbi időkben is, hiszen főleg a gyermekeknek szánt természettudományos alapok máig változatlanul érvényesek, és élvezetes stílusa továbbra is megragadja olvasói képzetét. De a felnőttek számára írt, a legfrissebb természettudományos eredményeket tárgyaló műveknél is igyekeztek megőrizni valamit stílusából és logikájából. Gauser Károly régi könyvének címével és szellemiségének megőrzésével írta újra 1943-as könyvét 20 évvel később. (Gauser Károly–Sztrókay Kálmán: Az ember és a csillagok, 1963)

## Művei
(Szépirodalmi művei vastaggal, az elsősorban az ifjúságnak, gyermekeknek szánt könyveinek címe dőlt betűkkel kiemelve)
- Sztrókay Kálmán-Balla Ignác: Híres feltalálók, Karriérek sorozat, Budapest, 1912[8] (Cholnoky Jenő előszavával) Online
- Miért nincs helye a vallásnak az iskolában?, 1919
- Nincsenek csodák, 1919
- Lejtőn, egyfelvonásos színmű, 1921
- Az ördög tanul, Amicus Kiadó, Budapest, 1923,[9] illusztrálta: Fáy Dezső
- A kalap, egyfelvonásos színmű, 1923
- A mama keze, egyfelvonásos színmű, 1924
- Az ördög és a menyecske, egyfelvonásos színmű, 1924
- A rádió, Singer és Wolfner, Kis Könyvek sorozat, Budapest, 1924
- Alaptőke 20 fillér, kisregény, Literária kiadó Világvárosi Regények sorozat, 346. szám, Budapest, 1936
- A természet titkai nyomában, illusztrálta: Say Kornél, Királyi Magyar Egyetemi Nyomda, Budapest, 1937; 1938; 1939; Anno Kiadó, Budapest (Mi micsoda a fizikában? címen)
- Száz kísérlet (Say Kornél közreműködésével és rajzaival), Magyar Könyvbarátok, Könyvbarátok Kis Könyvei sorozat, 1941, illusztrálta: Say Kornél (min 3 kiadás)
- Még száz kísérlet, Királyi Magyar Egyetemi Nyomda, Budapest, 1938, illusztrálta: Say Kornél
- A fizika úttörői, Dante, Budapest, 1939
- A kis mérnök, Rózsavölgyi és Társa?, Budapest, 1940[10]
- A kis hadvezér, Rózsavölgyi és Társa, Budapest, 1940[11]
- Kémiai kísérletek, illusztrálta: S. Kovács Kálmán, Királyi Magyar Egyetemi Nyomda, Budapest, 1941; Egyetemi Nyomda, Budapest, 1946; Ifjúsági Könyvkiadó, Budapest, 1956
- Megöllek!, regény, 1941
- A természet az ember igájában (Say Kornél rajzaival), Athenaeum Kiadó, Budapest, 1941
- A kis csillagász, Rózsavölgyi és Társa, Budapest, 1942
- A kis ezermester, Rózsavölgyi és Társa?, Budapest, 1942, Anno Kiadó, Budapest, 1998, ISBN 9639066427
- Az ember és a természet, Athenaeum Kiadó, Budapest, 194?
- Az ember és a számok, Athenaeum Kiadó, Budapest, 1942, illusztrálta: Say Kornél
- Az ember és a csillagok, Athenaeum Kiadó, Budapest, 1943
- Barkácskönyv, Királyi Magyar Egyetemi Nyomda, Budapest, 1943; Ifjúsági Könyvkiadó, Budapest, 1952
- A vegyész versenye a természettel, Országos Közművelődési Tanács, Budapest, 1943
- Föld, víz, tűz, levegő, Királyi Magyar Egyetemi Nyomda, Budapest, 1944[12]
- Az ember és a Föld, Athenaeum Kiadó, Budapest, 1949
- Kisérletezőkönyv, Ifjúsági Könyvkiadó, Budapest, 1951, illusztrálta: Flórián Endre és Say Kornél
- Első vegyelemzési kísérletek, Népszava Könyvkiadó, Kis Technikus Könyvtár, Budapest, 1953
- A technika ábécéje, Ifjúsági Könyvkiadó, Budapest, 1953, illusztrálta: Szűcs József
- Vajda Pál-...-Sztrókay Kálmán: Nagy magyar találmányok, Népszava Könyvkiadó, Budapest, 1955
- Technikáról mindenkinek, Műszaki Könyvkiadó, Budapest, 1957
- Nagy a Föld – kicsi a Föld, Műszaki Könyvkiadó, Egy óra tudomány sorozat 1., Budapest, 1957
- Az ezerarcú anyag, Műszaki Könyvkiadó, Egy óra tudomány sorozat 2., Budapest, 1957
- Ismerkedés a csillagokkal, Műszaki Könyvkiadó, Egy óra tudomány sorozat 3., Budapest, 1957
- Munka és energia, Műszaki Könyvkiadó, Egy óra tudomány sorozat 7., Budapest, 1958
- Utazás a Nap körül, Műszaki Könyvkiadó, Egy óra tudomány sorozat 9., Budapest, 1958
- Az élet fejlődése, Műszaki Könyvkiadó, Egy óra tudomány sorozat 10., Budapest, 1958
- A véletlen, Egyetemi Nyomda, Budapest, 1948, illusztrálta: Nemes Tihamér
- Bori István-Sztrókay Kálmán: Száz elektrotechnikai kísérlet, Táncsics Könyvkiadó, Budapest, Kis technikus könyvtár, 1963
- Gauser Károly–Sztrókay Kálmán: Az ember és a csillagok, Tankönyvkiadó, Budapest, 1963
- Varga Tamással: Kis matematikusok baráti köre, Budapest, 1968
- Mi micsoda a fizikában? (A természet titkai nyomában reprint kiadása), Anno Kiadó, Budapest

## Műfordításai
- Harry Schmidt: A relativitás tanának világszemlélete, Révai kiadó, Budapest (fordítás és előszó)
- Heinrich Kluth: A haladás csodái, Nova Irodalmi Intézet, Budapest
- Honoré de Balzac: Honorine, Kultura, Budapest, 1918
- Jules Verne: Az arany meteor (La chasse au météore, 1908), Kultura, Budapest, 1919
- Victor Hugo: Izlandi Han; Egy halálraítélt utolsó napja; Claude Gueux, Christensen és Társa, Budapest, fordította: Németh Andor, Jaschik Álmos, Csillay Kálmán, Sztrókay Kálmán
- Gerhart Hauptmann: Atlantis, Koszorú, Budapest, 1919, fordította: Somlyó Zoltán, Sztrókay Kálmán
- Jean Richepin: Lépvessző, Athenaeum Irodalmi és Nyomdai R.-T., Budapest, 1919
- J. E. Poritzky: Novellák, Athenaeum Irodalmi és Nyomdai R.-T., Budapest, 1919
- Prosper Mérimée: Carmen, Athenaeum Irodalmi és Nyomdai R.-T., Budapest, 1920
- Alexander Dumas: Akté – Néró rabnője; Pamphile Kapitány, Gutenberg Könyvkiadó Vállalat, Budapest, fordította: Németh Andor és Sztrokay Kálmán
- Claude Farrère: Halálraitéltek, Genius kiadó, Budapest
- Ferdinand Duchêne: Szeretni, sírni, meghalni..., Genius kiadó, Budapest, 1923
- Clément Vautel: Őnagysága nem akar gyereket (Madame ne veut pas d'enfant, 1924), Genius kiadó, Budapest
- Anatole France: A holnap, Dante kiadó, Budapest, 1924
- Paul Gsell (szerk.): Anatole France beszélgetései, Dante, Budapest, 1925
- Paul Langenscheidt: Cohn gróf, Dick Manó kiadó, Budapest, 1926
- Paul Langenscheidt: A szőke Lóni, Dick Manó kiadó, Budapest
- Paul Langenscheidt: Szegény kis Éva!, Dick Manó kiadó, Budapest, 1926
- Paul Langenscheidt: Szeretlek, Dick Manó kiadó, Budapest, 1926
- Maurice Dekobra: A szerelem gondolája, Dick Manó kiadó, Budapest
- Maurice Dekobra: Seliman herceg, Dick Manó kiadó, Budapest
- Victor Margueritte: Vásárolt szerelem (Prostituée), Dick Manó kiadó, Budapest
- Dr. B. Schidlof: A jó modor művészete, Lingua Kiadó és Könyvkereskedelmi Rt., Budapest
- Lion Feuchtwanger: A herceg és zsidaja (Jud Süss, 1925), Dick Manó kiadó, Budapest, 1926
- Maurice Leblanc: Nyolcat üt az óra (Les huits coups de l'horloge, 1923), Dante kiadó, Budapest, 1931
- Maurice Leblanc: A négy vörös gyémánt, Dante kiadó, Budapest, 1931

## Róla
- Rezsabek Nándor: Tudomány, technika, irodalom – Sztrókay Kálmán emlékezete, Aura Kiadó, Budapest, 2012, ISBN 9789637913426